# Entrega ao cliente
A entrega ao cliente é a transferência da posse de um bem de uma entidade, o fornecedor, para aquela à qual o bem se destina, o cliente (Miller et al., 2006). Segundo a Avipal, confiança na entrega ao cliente do produto, no prazo contratado, é o principal ponto a ser considerado na relação cliente - fornecedor, enquanto que, na relação fornecedor - cliente, é o cumprimento do pagamento acordado, no prazo acordado.

## Entrega ao cliente noe-commerce
Nas empresas ditas tradicionais, o cliente sai com o produto nas mãos, o que não acontece no comércio electrónico, onde o cliente online espera uma entrega rápida.
Nos tempos correntes, um dos grandes desafios logísticos prende-se com a importância de fazer com que os produtos adquiridos através deste tipo de comércio cheguem de maneira correcta e com os menores custo e tempo possíveis. É neste ponto que o sucesso de uma empresa passa a derivar de um sistema eficiente de entrega ao consumidor e que proporcione lucro.
Neste momento, em qualquer empresa com comércio virtual no mundo, procuram-se alternativas para elaborar uma grande rede de distribuição, com o intuito de uma melhor entrega de qualquer tipo de produto, no domicílio do consumidor, com menor custo que a comercialização tradicional. Deste modo, surgem vários grupos de empresas focadas em entregar valor diferenciado ao cliente, dando azo a uma integração entre fornecedores, empresas com comércio virtual e empresas de serviços de entrega.
Muitos foram os empresários electrónicos que ao invés de seguirem esta metodologia de integração das partes envolvidas, com a devida atenção para a distribuição e para a entrega, deram maior ênfase a outras áreas que consideravam mais importantes, tais como: desenvolvimento de produtos e páginas Web apelativas, entre outras. Infelizmente, no comércio electrónico, o elemento crucial para o sucesso ou fracasso é inevitavelmente a distribuição e entrega ao cliente.
Perante a complexidade das entregas, as empresas de comércio electrónico procuraram empresas parceiras cuja especialidade era a logística. Estas alianças surgem com o propósito de satisfazer as necessidades dos consumidores.
O sucesso dos modelos de logística para entrega ao cliente depende da integração dos seguintes factores:
- planeamento da entrega dos pedidos;
- execução da produção na separarção e embalagem dos produtos;
- gestão da distribuição;
- integração entre os sistemas operacionais informatizados.

Neste tipo de negócio, a distribuição e reposição tomam extrema relevância, devido ao apreço dado pelo cliente à entrega atempada, entregas correctas, serviço extra e conveniência. Caso as empresas falhem na satisfação destes critérios, arriscam-se a perder os clientes. Como tal, pode-se deduzir que a empresa que possua a melhor distribuição entre as redes de comércio electrónico, é aquela que terá a preferência dos consumidores (Almeida, 2001).

## Dificuldade por ausência do cliente
Relativamente ao processo de entrega, surge a dificuldade associada à recepção da encomenda, caso o cliente não esteja presente, pondo, deste modo, em causa a entrega dos bens com segurança.
Há algumas soluções para o problema em causa, como por exemplo, a fixação de caixas para recepção de correio e encomendas nos endereços dos clientes, a apresentação de uma rota para entrega ao cliente, onde este escolhe o local para levantar a encomenda, de acordo com a sua conveniência, entre os vários pontos de entrega possíveis. A primeira solução envolve, naturalmente, um custo que, nem o fornecedor, nem o cliente, estão dispostos a pagar, o que levanta um novo problema. Para a segunda solução, tanto as áreas de serviço, como as lojas de conveniência, sendo pontos que abrem cedo e fecham tarde, podem ser utilizadas como pontos de entrega de encomendas.
Existem, contudo, empresas contratadas para este mesmo fim, em regime de outsourcing, para armazenagem, gestão de encomendas, formas de pagamento offline, transporte e entrega.

## No direito
No direito civil, a entrega, ou seja, a relação de compra e venda, é chamada de "tradição". Por exemplo: o comprador (devedor de pagamento em espécie), ao efetuar o pagamento, passa a ser credor do vendedor do produto/mercadoria/serviço pelo qual pagou. Então, ocorre a tradição - entrega do produto pelo qual foi negociando mediante valor previamente fixado. 
Aí, a tradição consiste na entrega real de uma coisa para efeitos da transmissão contratual da sua propriedade ou da sua posse entre pessoas vivas. A situação jurídica resulta de uma situação de fato: a entrega. Entretanto, ela poderá não ser material, mas apenas simbólica, nomeadamente numa herança, como se de um legado se tratasse.